# Udea profundalis
Udea profundalis là một loài bướm đêm trong họ Crambidae.